# Maja Jäderin-Hagfors
Maria "Maja" Jäderin-Hagfors född 31 oktober 1882 Stockholm, död 4 februari 1953, svensk författare. Hennes far var naturvetaren Edvard Jäderin, som 1899-1900 ledde en expedition till Spetsbergen. Hennes faster Anna gifte sig med Hjalmar Branting. 
Maja Jäderin växte upp i Stockholm. Hon genomgick en målarskola, men gifte sig redan 1902 med Frans Adolf Hagfors. De fick fyra barn tillsammans men äktenskapet upplöstes senare. Jäderin-Hagfors var medarbetare i Stockholms-Tidningen. Den skönlitterära debuten skedde 1926 med pojkboken "Äventyret", men hon blev mest känd för sina populära flickböcker. Hon skrev 22 flickböcker, 14 barnböcker, två pojkböcker, fyra vuxenromaner och några fackböcker.
I hennes flickböcker förekommer ofta motivet yrkesarbetande unga kvinnor och deras problem.

## Barn- och ungdomsböcker i urval
- Dockskåpet och dess möblering (1925)
- Äventyret: En bok om en pojke, en hund och en aktersnurra. Med teckningar av Maja Synnergren. (1926)
- Flickorna på Uppåkra: En bok för unga flickor (1927)
- Fröknarna Sköldkrantz' barnbarn (1927)
- Ut till nya äventyr. Med teckningar av Maja Synnergren (1927)
- Marianne och Anne-Marie (1929)
- Kapten Pålssons dotter: en bok för unga flickor (1933)
- Anne-Marie gifter sig, men Marianne ...: ungflickroman (1935)
- Rickie, våran jycke: För flickor och pojkar (1936)
- Det finns dagar: stockholmsroman för unga flickor (1938)
- I livets vår: roman för unga flickor (1939)
- Ing-Britt och hennes friare: roman för unga flickor (1941)
- Klassens fosterbarn: berättelse för flickor (1941)
- Vem blir Lucia?: berättelse för flickor (1942)
- Två små flyktingar: Berättelse för flickor (1944)
- Valpen Kurres äventyr: Berättelse för barn. Med 6 illustr. av Fred Ockerse (1944)
- Barbro går sin egen väg (1945)
- Pricken berättar: Berättelse för barn. Med 6 illustr. av Kerstin Frykstrand (1945)
- Vita bergens drottning: en berättelse om Elsa Borgs liv och gärning (1945)
- Sonjas prövning: berättelse för flickor (1947)
- Kalle det är jag det: Berättelse för flickor (1949)
- Tappa inte modet, Kaj!: berättelse för flickor (1950)
- Murre, en kattunge på äventyr: berättelse för barn med illustrationer av Lucie Lundberg (1954)

## Vuxenböcker
- Madeleine Corelius (1930)
- Mödrar och döttrar (1931)
- Varje kvinnas rätt (1935)
- Gryningens timma (1937)
- Min far upplever polarnatten: Edvard Jäderins övervintring på Spetsbergen för fyrtio år sedan (1939)